# Servei militar

Sense forces armades
Servei militar no obligatori
Servei militar obligatori, però amb menys del 20% de reclutaments dins del grup d'edat
Servei militar obligatori en l'actualitat però en previsió de ser abolit en un futur pròxim
Servei militar obligatori
Sense dades

El servei militar (popularment també dit mili) és una prestació de serveis en un exèrcit o organització militar, tant com a resultat d'haver-ho triat com a feina (servei militar professional), d'haver-s'hi apuntat espontàniament (servei militar voluntari) o d'un reclutament forçós (servei militar obligatori). Prové dels antics sistemes de reclutament amb origen a la llei assíria anomenada ilku, segons la qual tots els homes havien de servir un temps a l'exèrcit dels reis.
El servei militar obligatori ha estat la forma bàsica de reclutament de les forces armades a la major part d'Europa i d'Amèrica des de la Revolució Francesa fins a la dècada de 1990, a partir de la qual tendeix a imposar-se el model d'exèrcit professional voluntari, tradicional del món anglosaxó.
Un terme estretament relacionat amb el de servei militar obligatori és el de lleva, que designa l'acció de reclutament, així com el nombre de reclutes cridats a files cada any.
La forma més comuna de servei militar obligatori consisteix a forçar la població civil masculina (en alguns estats, com ara Israel, també la femenina), en arribar a la majoria d'edat, a passar un temps enquadrat a les forces armades.
Tècnicament, es considera que el servei militar abraça tant el període de servei actiu com el període de reserva; popularment només el període de servei actiu acostuma de ser percebut com a servei militar.
En la forma clàssica, el servei actiu consta de dues etapes principals:
- instrucció militar, en què el civil incorporat és considerat encara recluta; és el període de concentració en un campament o altre recinte militar, dedicat a l'ensinistrament en l'ús d'armes, immersió en la disciplina militar i, en general, familiarització amb altres matèries relacionades amb l'exèrcit.
- jura de bandera, moment en què hom passa de recluta a soldat pròpiament dit; i període de vida casernària adscrit a una unitat militar concreta, amb el doble objectiu d'acabar d'integrar-se en la vida militar i d'engruixir les unitats, que altrament estarien en quadre.

En total, el temps de servei actiu tradicionalment havia voltat els dos anys; avui dia pot variar, segons els estats, entre els quatre mesos (com ara a Dinamarca) i els quatre anys (com ara a Egipte).
Conclòs el servei actiu, hom torna a la vida civil, però incorporat a la reserva militar; és a dir, es passa a ésser reservista, susceptible d'ésser cridat a files en cas necessari: si hom decreta la mobilització de la seva lleva, el reservista ha d'incorporar-se ràpidament a la unitat en què prestà el servei, o bé allà on li sigui indicat.
El civil deixa d'ésser militarment mobilitzable a alguna edat prefixada legalment; en general, entorn dels quaranta anys.
El reclutament obligatori, doncs, pot prendre dues formes bàsiques: 
- servei ordinari, de temps prefixat: el definit fins ací.
- servei per a un període indefinit de temps en el context d'una mobilització de forces en temps de guerra i que normalment s'imposa als homes dins uns marges d'edat més amplis que l'anterior (mobilització per lleves). Un exemple és la coneguda com a Lleva del biberó (o Quinta del biberó) de finals de la Guerra Civil espanyola.

La negativa a la realització del servei militar obligatori s'enquadra en l'anomenada objecció de consciència.